# Tony Burman (cầu thủ bóng đá)
Anthony Paul Burman (sinh ngày 3 tháng 6 năm 1958) là một cầu thủ bóng đá và huấn luyện viên bóng đá người Anh. Gần đây nhất ông dẫn dắt đội bóng ở National League South Dartford.